# Ercan Altun
Ercan Altun (* 1968) in Bremen ist ein deutscher Schauspieler und Hörspielsprecher.

## Leben
Altun ist als Sohn türkischer Eltern aufgewachsen.
Nach dem Bremer Abitur begann er seine Schauspielausbildung am Hamburgischen Schauspielstudio Frese, die er 1995 mit dem Bühnenreifezeugnis abschloss. Rollenarbeit mit Elke Petri (2003) und mehrmonatige Schauspielworkshops bei Alia Hawa in London und New York folgten von 1997 bis 2009.
Engagements an Theatern u. a. in Berlin, Hamburg, Köln, Schwerin, Lüneburg, Bielefeld, Osnabrück und Bremen folgten. Darunter waren das Hamburger Ohnsorg-Theater (2000) und das Berliner Hebbel-Theater (2006). Außerdem spielte er in freien Produktionen und auf Festivals u. a. auf Kampnagel (Hamburg), Palermo di scena (Sizilien) und dem Akzente-Festival (Duisburg). Von 2004 bis 2006 gehörte er zum Ensemble des „Hamburger Jedermann“ (Theater in der Speicherstadt).
Der Schauspieler sprach neben seiner Theaterarbeit Hauptrollen bei Hörspielproduktionen des WDR, zum Beispiel 1993 in Kadir Sözens Hörspiel „Die Verhandlung“ sowie weitere Hauptrollen in „Ladscho Drom/Gute Reise“ und „Waschküche“, und war in TV-Produktionen zu sehen. Eine Ausbildung zum Schauspiellehrer in der „Synapsing“ Trainingsmethode schloss er 2009 ab. 
Außerdem realisierte er mit Kindern und Jugendlichen Bühnen- und Filmprojekte an Schulen und Jugendeinrichtungen, wie das Videoprojekt „Outsider“ an der Gesamtschule Wilhelmsburg (Hamburg). Als Schauspielcoach gibt er Workshops und inszenierte als Regisseur an Bühnen in Hamburg, Bremen und Lübeck.

## Theaterengagements (Auswahl)
- 2008–2010 Jenseits (als Burak) (Berlin, Hebbel-Theater)
- 2009 Papa Haydn (als Papa Haydn) (Pyrmonter Theater Companie)
- 2008 Vier Männer im Nebel (als Angus) (Lübeck, Theater Combinale)
- 2006–2009 Die Grönholm-Methode (als Carlos Bueno) (Lübeck, Theater Combinale)
- 2006 Maria und Josef (als Josef) (Hamburg, St. Pauli Theater)
- 2006 Otobüs (UA) (als André Kleinert) (Berlin, Hebbel-Theater)
- 2004–2006 Der Hamburger Jedermann (als Schuldner u. a.) (Hamburg, Theater Speicherstadt)
- 2004 Peanuts (als Minus) (Bremen, Junges Theater)
- 2003 Zufall (als Der Mann) (Hamburg, Kampnagelfabrik)
- 2003 Was ihr wollt (als Antonio) (Erfurt, Neues Schauspiel)
- 2002 Thesys (als Bertrand) (Lutherstadt Wittenberg)
- 2002 Die Morde der jüdisch. Prinzessin (als Rosenverkäufer) (Hamburg, Kampnagelfabrik)
- 2001 Piaf (als Pierre u. a.) (Bielefeld, Stadttheater)
- 2001 Der junge Luther (als Wienand) (Wittenberg, Festival Palermo)
- 2000 Suzuki (als Kamardy) (Bremen, Bremer Theater)
- 2000 Die kleine Meerjungfrau (als Prinz Pelias) (Hamburg, Ohnsorg-Theater)
- 1999 Hamlet (als Rosenkranz) (Domfestspiele Bad Gandersheim)
- 1999 Nachspiel (als Raziel) (Osnabrück, Städtische Bühnen)
- 1998 Was ihr wollt (als Sebastian) (Lüneburg, Stadttheater)
- 1998 Linie 901 (L’Orient Express) (als Sakir) (Duisburg Festival Akzente)
- 1998 Das Tagebuch der Anne Frank (als Peter) (Lüneburg, Stadttheater)
- 1997 Das Dschungelbuch (als Mogli) (Schwerin, Meckl. Staatstheater)
- 1997 Im Schatten der Hochbahn (als Yasar) (Neuss, Rheinisches Landestheater)
- 1996 Vermummte (als Khaled) (Köln, Freies Werkstatt-Theater)
- 1995 Des Meeres und der Liebe Wellen (als Naukleros) (Köln, Theater der Keller)

## Regie
- 2006: Neun Versuchungen zwischen Himmel und Hölle (Enneagramm-Theater Hamburg)
- 2007: Neun Beerdigungen für eine Leiche (Enneagramm-Theater Hamburg)
- 2009: Der Kontrabass (Lübeck, Theater Combinale)
- 2009: Schwarze Jungfrauen (Bremen, Junges Theater)

## Filmografie
- 1999: Die Pfefferkörner (Regie: K. Wirbitzky / NDR)
- 2001: Frag nicht nach Sonnenschein (Regie: L. Krajewski / Kino-Kurzfilm)
- 2004: Deus ex Show (Regie: Daniel Schäfer / Studio Hamburg, Pilotprojekt)
- 2004: Ostsee (Regie: M. Höhne / Kurzfilm)
- 2005: Die Rettungsflieger (Regie: Bodo Schwarz / ZDF)
- 2005: Der Berg (Regie: Jana Solveig / Kurzfilm)
- 2009: Doc Morris Werbespot (Regie: Dennis Gansel)

## Hörspiele (Auswahl)
- Frank Göhre: Schmutzige Wäsche. Regie: Norbert Schaeffer. Radio-Tatort, NDR 2008.